# Vaso Bakočević
Vaso Bakočević (Risan, 8 d'agost de 1989) és un lluitador montenegrí d'arts marcials mixtes. Fou campió de la categoria de pes lleuger a la promotora sèrbia d'MMA Megdan Fighting.
Bakočević va néixer l'any 1989 a la ciutat de Risan, a la regió balcànica de Montenegro. Des de petit ja fou una persona problemàtica, com ell mateix relata en diverses publicacions on ell intimidava als seus companys.

## Carrera a les arts marcials i biografia
És un dels lluitadors de MMA més polèmics de la regió, si no el més polèmic. Embolics amb els seus adversaris abans del combat, enfrontaments tensos al pesatge, baralles molt sagnants i també se'l coneix com un lluitador que no tria els seus oponents, fets que li ha costat moltes derrotes.
Bakočević té un record de 68 combats del qual 43 victòries, 24 derrotes i 1 empat és el rècord absolut del nombre d'aparicions de MMA pel que fa a lluitadors regionals, i recentment també ha tingut una aparició en boxa sense guants (on te un record invicte de 5 victòries).